# Mom at Sixteen
Mom at Sixteen (prt Mãe Adolescente) é um telefilme estadunidense de 2005, do gênero drama, dirigido por Peter Werner para a Lifetime Television.

## Sinopse
Conta a história de uma mãe de dezesseis anos lidando com problemas na escola e a relação decadente com sua mãe e a decepção com o namorado, que desaparece com a notícia da gravidez.

## Elenco
- Danielle Panabaker .... Jacey Jeffries
- Jane Krakowski .... Donna Cooper
- Clare Stone .... Macy Jeffries
- Tyler Hynes.... Brad
- Colin Ferguson .... Bob Cooper
- Mercedes Ruehl .... Terry Jeffries
- Hollis McLaren .... Marlene
- Rejean Cournoyer .... Mr. Cheevers
- Dawn McKelvie Cyr .... Gretchen
- Megan Edwards .... Linda
- Matthew MacCaull .... Dr. Hughes
- Sabrina Jalees .... Sarah
- Deborah Allen .... Pauline
- Anastasia Hill .... Trea
- Leah Fassett .... Gena